# El abrazo (Picasso)
El abrazo es una pintura al pastel sobre papel realizada por Pablo Picasso el año 1900 en París y que forma parte de la colección permanente del Museo Picasso de Barcelona. Se encuentra firmado en el ángulo inferior izquierdo como «P. Ruiz Picasso» y con una dedicatoria a: «el amigo Bilaró».

## Descripción
Entre las obras de la época de la primera estancia parisina, y que tienen como tema el París nocturno, destaca L'étreinte o El abrazo, que parte de unos dibujos que Picasso ya había empezado en Barcelona en 1900. En París, y en el barrio de Montmartre, donde tenía su taller, encontró un ambiente más permisivo, más libre, donde las demostraciones amorosas en público se veían también en el exterior. El tema del abrazo no sólo le interesaba social, sino también plásticamente.
En primer plano, vemos a una pareja, un hombre y una mujer sencillos, trabajadores, tan unidos en un abrazo que llegan a fundirse en una única masa. El beso es en medio de la calle, en una noche oscura. Los cuerpos y los rostros se mezclan. Los brazos y las manos, carentes de referencias anatómicas, rodean a los amantes. La deformación expresionista de los cuerpos se acentúa con los colores intensos y los contornos acusados de las figuras. Todo transcurre como si el espacio de la pareja estuviera aislado del entorno. El paisaje urbano está aquí al servicio del motivo: el abrazo público.
El abrazo usado como motivo tiene su precedente en los dibujos de factura modernista realizados por el artista en Barcelona entre 1899 y 1900, y que se exponen en el museo. Picasso investiga el tema del abrazo de una forma deliberada y razonada. No quiere ser descriptivo, sino que quiere participar en ello, por lo que desarrolla una serie de obras que tienen el abrazo como motivo principal. Este pastel es muy parecido al óleo Amantes en la calle, también de 1900, ya que ambas obras picassianas representan un abrazo y tienen como fondo una calle de la ladera de Montmatre. Un antecedente es El beso de Edvard Munch, del que Picasso podría haber visto una reproducción, aunque este pastel es una representación heredada directamente de las escenas de calle de Steinlen, ilustrador y pintor cuya obra Picasso ya conocía antes de ir a París, a través de reproducciones en el libro Gil Blas, y que fue muy popular entre los artistas de la Barcelona de aquella época.